# 瓜塔維塔湖
4°58′38″N 73°46′32″W / 4.97722°N 73.77556°W
瓜塔維塔湖是哥倫比亞的湖泊，位於首都波哥大東北35英里，由昆迪納馬卡省負責管轄，直徑約1.6公里，湖岸線長度約5公里，海拔高度約3,000米。

## 外部連結
- Visiting The Lake Guatavita （页面存档备份，存于）
- The Legend of 'El Dorado' by Tairona Heritage Trust

1. ↑  （西班牙語） Google Maps Area Calculator
2. ↑  （西班牙語） Google Maps Elevation Finder